# Berkenoogbladroller
De berkenoogbladroller (Epinotia demarniana) is een vlinder uit de familie bladrollers (Tortricidae). De wetenschappelijke naam is voor het eerst geldig gepubliceerd in 1840 door Fischer v. Roslerstamm.
De soort komt voor in Europa.